# Orthocladius nitidoscutellatus
Orthocladius nitidoscutellatus är en tvåvingeart som beskrevs av Carl Erik Lundström 1915. Orthocladius nitidoscutellatus ingår i släktet Orthocladius, och familjen fjädermyggor. Arten är reproducerande i Sverige.